# Eliyahu Dobkin

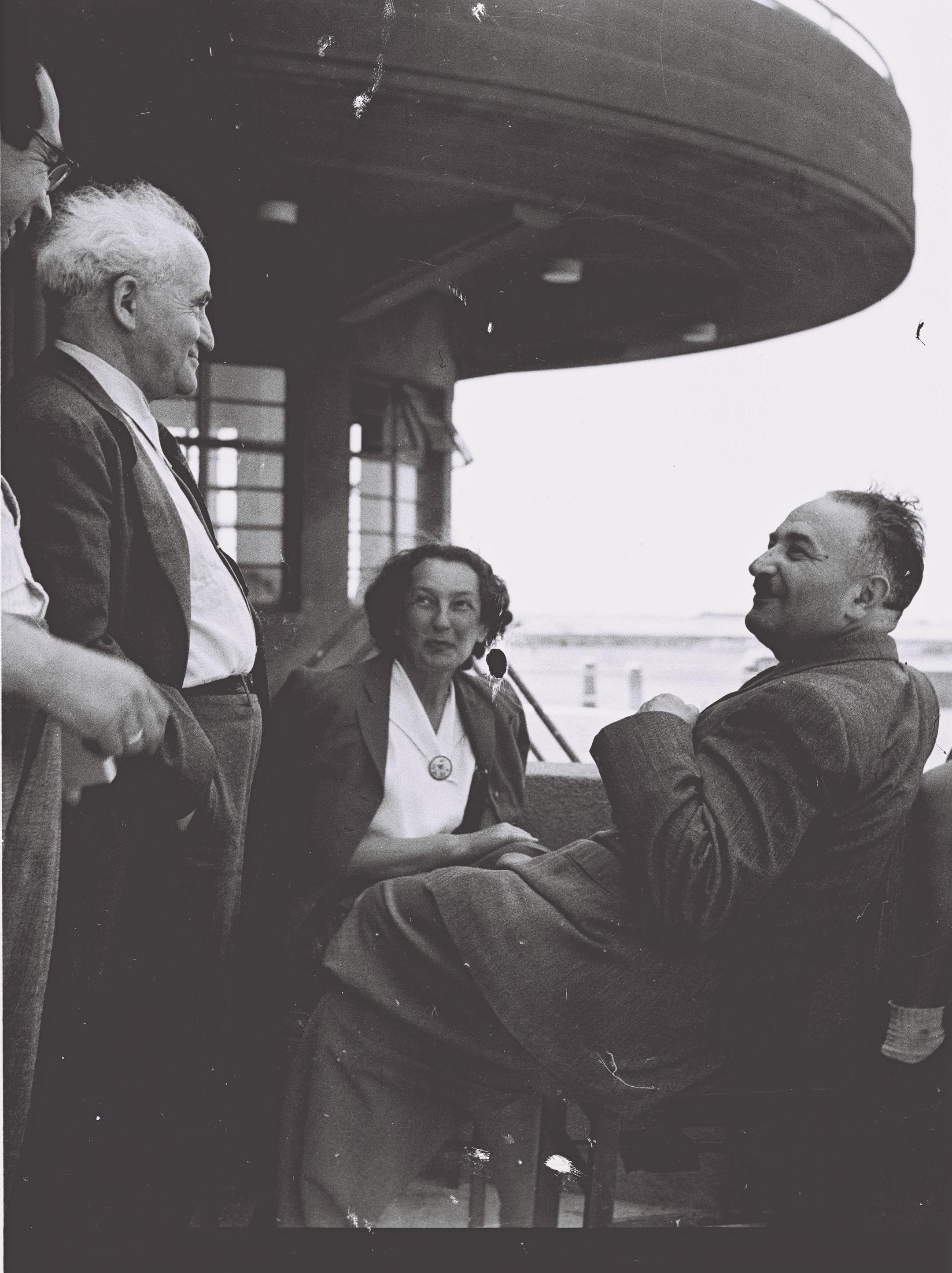
Eliyahu Dobkin (sentado a la derecha) y su mujer conversando con David Ben-Gurion (2.º a la izq.) en el Aeropuerto de Lod antes de su vuelo a Nueva York, mayo 1947.

Eliyahu Dobkin (hebreo: אליהו דובקין; 31 de diciembre de 1898 - 26 de octubre de 1976) fue una figura destacada del movimiento sionista laborista, signatario de la Declaración de Independencia de Israel y fundador del Museo de Israel. También participó activamente en la Agencia Judía y en la Organización Sionista Mundial.

## Biografía
Eliyahu Dobkin nació en Babruysk, Imperio Ruso (actualmente Bielorrusia) en una familia sionista religiosa. Su padre, Yosef, trabajaba en las industrias maderera y bancaria, y era miembro del movimiento Mizrahi. Dobkin se educó en un jeder y en un gymnasium y luego estudió en Járkov (actualmente Ucrania), donde fundó el movimiento estudiantil sionista HaHaver en 1914. En 1917 se unió al movimiento HeHalutz fundado en el mismo año por Joseph Trumpeldor.
Después de la Primera Guerra Mundial, la familia huyó de los bolcheviques y se estableció en Białystok, Polonia. En 1921 fue elegido secretario general del movimiento mundial HeHalutz, que tenía su sede en Varsovia. Allí conoció a Simcha Blass, quien más tarde se casaría con la hermana de Dobkin, Yehudit.
El 6 de junio de 1932, Dobkin emigró a Eretz Israel con su esposa e hija y se estableció en Tel Aviv. Ese año se afilió al sindicato Histadrut. Entre 1933 y 1968 fue miembro del Comité de Trabajadores Sionistas. En 1936 se unió a la Agencia Judía y dirigió el departamento de inmigración durante la Segunda Guerra Mundial con la responsabilidad de rescatar judíos de Europa por medio de la inmigración judía clandestina al Mandato de Palestina. Se convirtió en miembro de su ejecutivo en 1946.
Cuando Israel declaró su independencia el 14 de mayo de 1948, Dobkin fue uno de los signatarios designados. Sin embargo, en ese momento estaba atrapado en la Jerusalén sitiada, y añadió su firma posteriormente. Ese mismo año se convirtió en jefe de Keren Hayesod, cargo que ocupó hasta 1961. En 1951 también asumió como jefe de la juventud de la Agencia Judía y HeHalutz, sirviendo hasta 1968.
Coleccionista de arte, Dobkin fue director del museo Bezalel y más tarde fundó el Museo de Israel, del que fue miembro hasta su muerte.